# ایسنلو ۶۱۶۸
سیارک ۶۱۶۸ (به انگلیسی: 6168 Isnello، نامگذاری:1981EB1) شش هزار و صد و شصت و هشتمین سیارک کشف شده‌است که در ۵ مارس ۱۹۸۱ کشف شد.
قدر مطلق سیارک برابر ۳۵.۴ است.